# 私市秀子
私市 秀子（きさいち ひでこ）は、元福井放送の放送本部副本部長兼ラジオセンター長、元同局のアナウンサー。

## 受賞歴
福井県立羽水高等学校在学中の1970年に、NHK杯全国高校放送コンテスト福井県予選のアナウンス部門で努力賞を受賞。
2011年に私市がプロデュースした特別番組『FBCラジオ特集 日本一短い手紙たち 一筆啓上賞 涙から明日へ…』は、第59回日本民間放送連盟賞の教養番組部門で優秀賞を、第49回ギャラクシー賞で奨励賞を受賞した。また、第7回日本放送文化大賞でグランプリ候補作の1つとなった。この特番は、同年5月30日（月曜）にFBCラジオで放送された。

## 過去の担当番組

### FBCラジオ
- ジョイフル土曜天国
- 癒しのラジオ・ウイークエンド（2004年10月 - 2005年9月）[5]